# Tapioles
Tapioles es un municipio de España de la provincia de Zamora, en la comunidad autónoma de Castilla y León.

## Geografía física

### Localización
Se encuentra enclavado en la comarca de la Tierra de Campos, en la zona noreste de la provincia de Zamora. En su término predominan las suaves llanuras, en las que no suelen superarse los umbrales de los 725-850 m, con presencia de algún otero o cerro testimonial. Como el resto de municipios de su entorno, su término tiene una clara vocación cerealística.

### Hidrografía
El arroyo de Cerecinos de Campos, denominado el reguero o la ría, circunda los campos de Tapioles, y desemboca en el Valderaduey en el término de Villárdiga.
El pueblo y su término municipal están integrados en la reserva de Natural de las Lagunas de Villafáfila ya que entre Villafáfila, Tapioles de Campos y Villarín de Campos se encuentran estas. Estas lagunas son de carácter salino y se pueden distinguir principalmente tres lagunas: las Lagunas Salinas de Villarín, Laguna de Salina Grande y Laguna de Barillos.

### Naturaleza
Tapioles forma parte de la Mancomunidad Intermunicipal del Raso de Villalpando junto con otros doce municipios de la Tierra de Campos de la provincia de Zamora. Este consorcio de municipios, a pesar de que se autodenomina mancomunidad, no tiene tal naturaleza, consistiendo su finalidad en la explotación del monte público denominado el «Raso de Villalpando», este último declarado en el año 2000 de utilidad pública.
El monte del «Raso de Villalpando» se encuentra situado en el término municipal de Villalpando y tiene una superficie total de 1.654 hectáreas de las cuales 90 pertenecen a enclavados. Tiene carácter patrimonial y aprovechamiento comunal, estando consorciado con el número de Elenco 3028. Las bases del Consorcio, entre el Patrimonio Forestal del Estado y la Mancomunidad de Raso de Villalpando fueron aprobadas con fecha 13 de febrero de 1948, aunque sus orígenes se remontan a finales del siglo X o principios del siglo XI por donación de los Reyes leoneses, posiblemente Alfonso V, a Villalpando, por aquella época cabeza del del Alfoz, y a las aldeas del mismo.
Desde un punto de vista botánico, se trata de un monte poblado por especies como el pinus pinea y pinus pinaster, aunque también existen rodales de pinus nigra. Se halla presente el quercus rotundifolia y de manera muy aislada crataegus monogyna, cistus ladaniferus y populifolius así como chamaespartium tridentatum.

## Historia

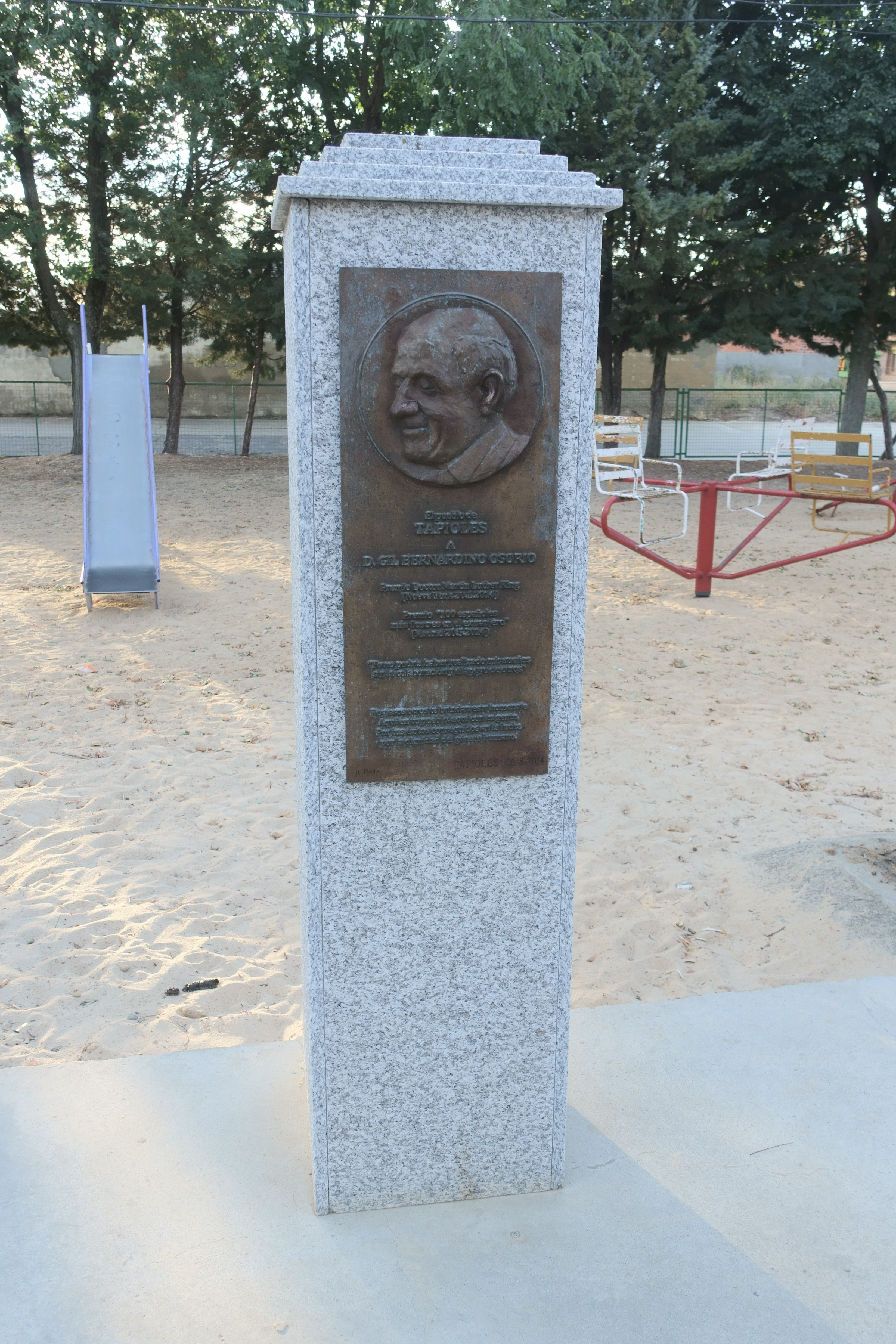
Monumento a Gil Bernardino Osorio.

La presencia humana en estas tierras fue muy temprana, según los hallazgos. En los comienzos de la historia, los vacceos, agricultores que cultivaban cereales, vivían en esta zona. Los romanos llegaron más tarde, trazando sus vías e instalándose en los alrededores, para seguir con la antigua explotación de la sal de los humedales.
Tras la invasión musulmana y el surgimiento de los reinos cristianos, será Alfonso III de León quien intente consolidar sus dominios, iniciando la repoblación con gentes de variados orígenes, que irán ocupando y nombrando los yermos. El nombre de Tapioles parece derivar de una forma de construcción típica de la zona, el tapial, muros de barro amasado y apisonado entre tablones. Aparece mencionado ya con ese nombre en el siglo X. El rey de León Alfonso V donó Tapioles a principios del siglo XI al conde Don Munio, señor de Villalpando. Más tarde, uno de sus herederos lo donó en el año 1032 al monasterio de San Antonino, en las riberas del río Esla, cerca de  Coyanza.
En el siglo XIV Tapioles pasó a manos de los Fernández de Velasco, pasando por este hecho a integrar la denominada «Provincia de las Tierras del Condestable». No obstante, tras la pérdida de la condestabilía de los Velasco en 1711, Tapioles, junto al resto de la Tierra de Villalpando, dejó de pertenecer a la Provincia de las Tierras del Condestable, pasando a hacerlo de León, en cuya provincia aparece integrado en 1786 en el mapa de Tomás López titulado ‘Mapa geográfico de una parte de la provincia de León’.
Con la división territorial de España en 1833, Tapioles quedó adscrito inicialmente en el partido judicial de Medina de Rioseco, en la provincia de Valladolid, si bien tras las reclamaciones de los concejos del área villalpandina, quedó plenamente integrado a partir de 1858 en la provincia de Zamora, dentro de la Región Leonesa, la cual, como todas las regiones españolas de la época, carecía de competencias administrativas. Tras la constitución de 1978, este municipio pasó a formar parte en 1983 de la comunidad autónoma de Castilla y León, en tanto que pertenecían a la provincia de Zamora.

## Geografía humana

### Demografía
Cuenta con una población de 124 habitantes (INE 2024).
| Gráfica de evolución demográfica de Tapioles entre 1842 y 2021                                                        |
| |
| Población de derecho según los censos de población del INE. Población de hecho según los censos de población del INE. |

### Economía

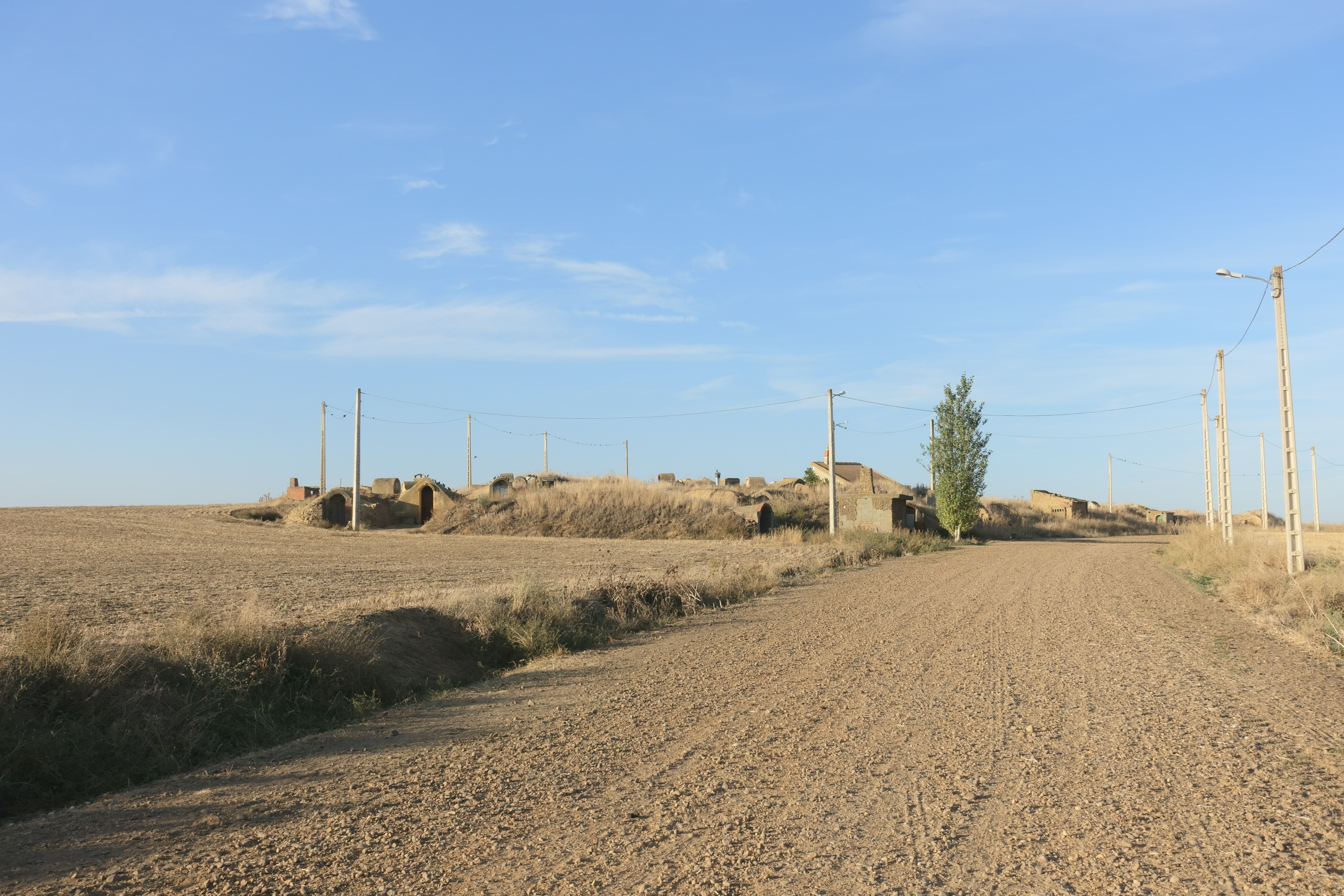
Bodegas.

El municipio es conocido por la elaboración de queso zamorano de oveja.

## Monumentos

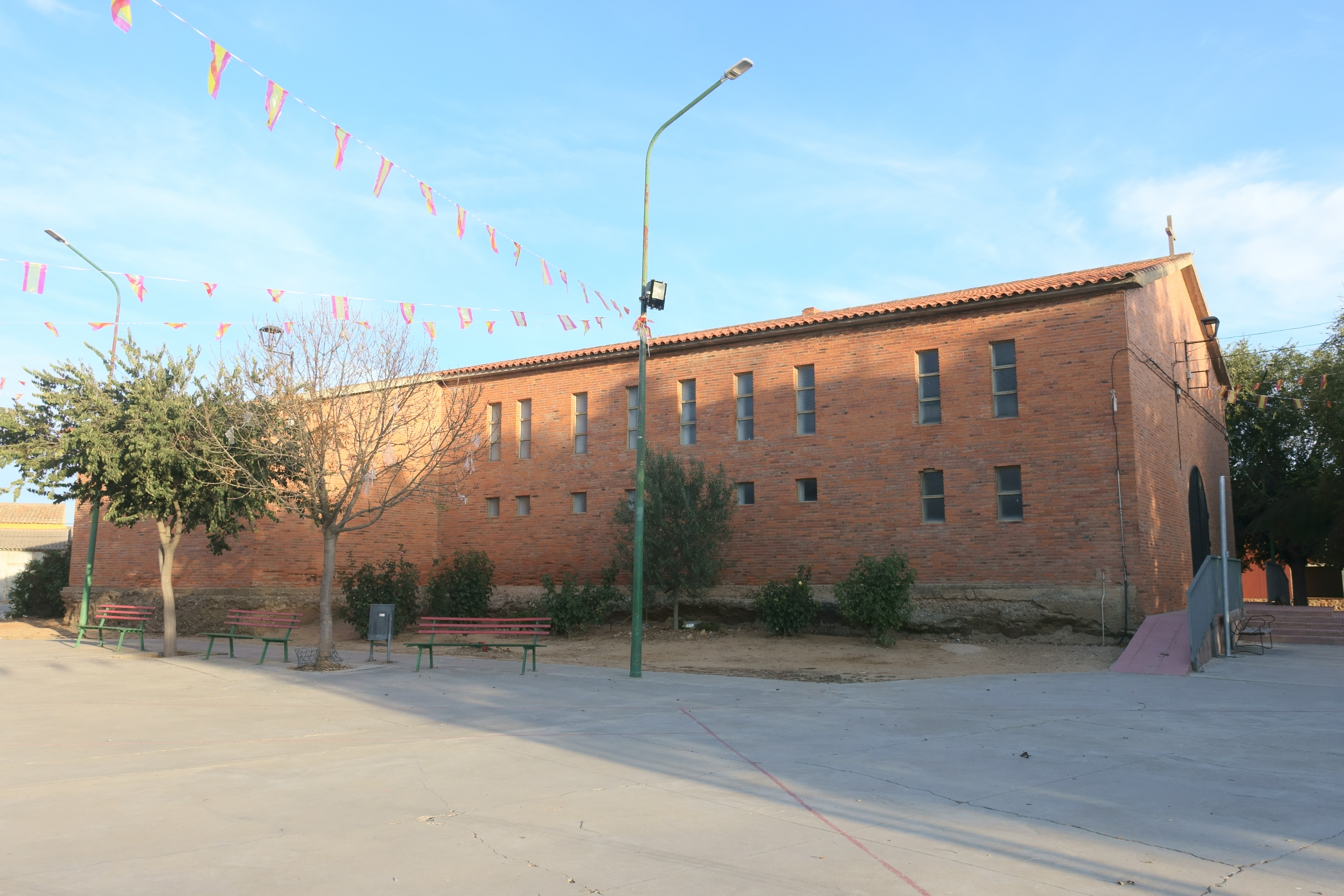
Iglesia de Nuestra Señora de los Rayos.

Tuvo una iglesia medieval soportalada que fue derruida en la década de los años 1970. De este antiguo templo, de noble construcción románica en ladrillo, se conserva únicamente la base del largo pórtico y parte de sus bienes muebles. Así, se conserva un notable retablo de estilo barroco con interesantes relieves que representan algunas escenas de la Pasión y los martirios de San Andrés y San Pablo. También se conserva una imagen de Cristo, de aires góticos, de tamaño pequeño y con la cabeza ladeada. Destaca, sobre todo la imagen de vestir de la patrona, la Virgen de los Rayos, curiosa advocación mariana, puesto que representa en realidad a Santa Ana, con la Virgen niña en sus brazos.

## Fiestas
- Patronales: la patrona del municipio es la virgen de "Nuestra Señora de los Rayos" se celebra el 8 de septiembre. La víspera por la noche tiene lugar "La Salve" que congrega a todos los habitantes del municipio y de municipios de alrededor como Villafáfila, Cerecinos de Campos o San Martín de Valderaduey. A continuación se produce un festival de fuegos artificiales.
- Invernal: en los meses de diciembre o enero se celebra la «Fiesta de la Cencellada» que realmente es una quedada de un solo día en la que los lugareños y forasteros se reúnen en la plaza de la Iglesia y degustan una caldereta y productos típicos de la tierra alrededor de una gran hoguera, culminando la fiesta con música en un salón a altas horas de la madrugada.